# Коршак, Василий Владимирович
Васи́лий Влади́мирович Корша́к (27 декабря 1908 [9 января 1909], село Высокое (ныне Черниговская область) — 14 июня 1988, Москва) — советский учёный-химик, академик Академии наук СССР.

## Биография
Родился 27 декабря 1908 года. Отец, Владимир Федотович Коршак, был железнодорожным мастером, начальником дистанции, начальником пути. Мать — Татьяна Яковлевна Коршак (Шведова). Василий был старшим из четверых детей в семье, у него был брат Анатолий и две сестры — Людмила и Зинаида.
В 1926 году окончил профессионально-техническую школу в городе Ромны. В 1931 году окончил Московский химико-технологический институт им. Д. И. Менделеева по специальности инженер-технолог, затем продолжил в нём работу.
В 1932 году женился на Зое Алексеевне Миролюбовой. В 1935 году у них родился сын Владимир (умер в 1942 году в эвакуации от воспаления лёгких), в 1937 году сын Юрий, в 1944 году — дочь, и в 1952 году сын, которого также назвали Владимиром.
С 1931 по 1935 год являлся аспирантом и ассистентом кафедры органической химии МХТИ им. Д. И. Менделеева. Затем с 1935 по 1938 год являлся докторантом Института органической химии АН СССР и одновременно доцентом кафедры органической химии МХТИ им. Д, И. Менделеева. В 1938 году организовал в Институте органической химии Академии наук СССР лабораторию высокомолекулярных соединений, которой руководил до 1988 года. С 1938 по 1953 год был заведующим кафедрой органического синтеза Московского химико-технологического института им. Д. И. Менделеева. В 1940 году вступил в КПСС.
В 1941 году — декан факультета № 138 Московского химико-технологического института им. Д. И. Менделеева.
С 1942 года — доктор химических наук. С 1948 по 1954 год занимал пост заместителя директора ИОХ АН СССР. С 1951 по 1972 год был главным редактором журнала «Успехи химии». 23 октября 1953 года был избран членом-корреспондентом Академии наук СССР по специальности «химия высокомолекулярных соединений». С 1954 по 1963 год занимал пост заместителя директора ИНЭОС АН СССР. С 1954 по 1988 год заведовал лабораторией и отделом высокомолекулярных соединений ИНЭОС АН СССР. С 1958 по 1988 год был заведующим кафедрой технологии пластических масс Московского химико-технологического института им. Д. И. Менделеева. С 1973 по 1988 год был главным редактором журнала «Высокомолекулярные соединения».23 декабря 1976 года был избран академиком по специальности «высокомолекулярные соединения».
Умер 14 июня 1988 года в Москве. Похоронен на Кунцевском кладбище в Москве (уч. 10). В 2003 году ближайшим соратником и учеником Василия Владимировича Коршака Светланой Васильевной Виноградовой в соавторстве была опубликована книга, посвящённая основным датам его жизни и деятельности, его научным работам, а также воспоминаниям об этом выдающемся учёном России.

## Научные достижения[12]
Является одним из основоположников современной синтетической химии высокомолекулярных соединений.

### Исследование механизма и закономерностей поликонденсации
Под руководством Коршака был выполнен цикл исследований в области полиамидирования, полиэтерификации, полиарилирования, поликоординации, позволивший понять закономерности этих процессов. Установлено правило неэквивалентности функциональных групп как важнейшая закономерность, определяющая молекулярную массу полимеров. Сформировано представление о равновесной и неравновесной поликонденсации. Исследованы такие виды неравновесной поликонденсации, как дегидрополиконденсация, полициклизация, межфазная поликонденсация, акцепторно-каталитическая поликонденсация.

### Полирекомбинация
В 1957 В. В. Коршаком с сотрудниками при изучении реакций перекисей с алкилароматическими соединениями был открыт принципиально новый метод синтеза полимеров — реакция полирекомбинации. Этот метод заключается в обработке перекисями соединений с подвижными атомами водорода, приводящей к образованию полимеров. Полирекомбинация позволила расширить круг соединений, которые могут быть использованы для синтеза полимеров.

### Получение карбина
В. В. Коршак (совместно с А. М. Сладковым, Ю. Н. Кудрявцевым, В. И. Касаточкиным) получил ряд новых полимеров, содержащих в основной цепи тройные связи, среди которых — карбин, неизвестная ранее аллотропная модификация углерода, а также его электронный изомер, названный поликумуленом.

### Полимеризация
В области полимеризации В. В. Коршак занимался исследованием следующих вопросов:
- Влияние химического строения мономеров на способность к полимеризации. Доказал влияние пространственных факторов на полимеризацию ненасыщенных соединений[4].
- Закономерности полимеризации гетероциклических соединений
- Совместная полимеризация гетероциклов с винильными мономерами
- Процессы полициклотримеризации соединений с ацетиленовыми и с С-N-кратными связями в молекулах
- Закономерности миграционной сополимеризации
- Применение радиации для получения полимеров на основе ненасыщенных мономеров и гетероциклов
- Синтез полимеров разложением диазосоединений
- Полимеризация под высоким давлением

### Изучение связи между строением и свойствами полимеров
На примере различных полимеров были сформулированы основные закономерности, связывающие теплостойкость, термостойкость, растворимость и другие свойства полимеров с их химическим строением. Результатом явилось создание ряда ценных полимеров, таких как полиарилаты, некоторые фенолформальдегидные полимеры, кардовые полиоксадиазолы, полибензоксазолы, антифрикционные самосмазывающиеся пластмассы; последние нашли широкое применение.

### Полимеры циклоцепного строения и лестничной структуры
В. В. Коршаку с сотрудниками удалось показать, что степень ароматичности образующихся при полициклизации гетероциклов характеризует термостойкость полимеров. С помощью полициклизации было синтезировано большое число термостойких полимеров.

### Элементоорганические полимеры
Были созданы элементоорганические полимеры, содержащие в своём составе многие из элементов периодической системы, особое внимание было уделено борорганическим, фосфорорганическим и металлсодержащим полимерам. Большое внимение было уделено полифосфиноборанам.

### Смешанные, привитые и блок-сополимеры
Детально изучались процессы межцепного обмена макромолекул — одного из методов синтеза смешанных полимеров гетероцепного ряда. Разработаны методы синтеза привитых сополимеров, основанные на активации изделий из полимеров озоном или подогретым воздухом. Исследования привели к нахождению методов модификации свойств готовых изделий из синтетических и натуральных полимеров.

### Полипептиды
В. В. Коршак занимался поиском путей рационального синтеза полипептидов, изучал влияние на этот процесс катализаторов.

### Синтез полимеров
Размах работ В. В. Коршака в этой области огромен.
Из достижений можно выделить:
- Синтез полигексаметиленадипинамида (анид[5])
- Разработка технологии получения сырья для лавсана.
- Синтез полиарилатов
- Синтез полигетероариленов
- Синтез полифениленов
- Открытие реакций полипереарилирования
- Синтез новых фенолформальдегидных полимеров
- Синтез новых эпоксидных полимеров и полифенолов
- Синтез полимеров на основе фурфурола
- Получение ценных клеёв холодного отверждения на основе полимеров эфиров цианакриловой кислоты
- Синтез ионообменных полимеров
- Синтез ионитов для выделения тяжёлых и благородных металлов
- Синтез ненасыщенных полиэфиров
- Синтез физиологически активных полимеров и полимеров для медицины

### Синтез органических соединений
В. В. Коршаком были созданы методы получения терефталевой кислоты, различных эфиров цианакриловой кислоты, большого числа ароматических дикарбоновых кислот, ди- и тетра-аминов, бисфенолов, оксиаминов.

## Основные труды[12]
В. В. Коршак — автор 28 монографий по вопросам химии высокомолекулярных соединений, в их числе:
«Химия высокомолекулярных соединений» (1950 г.), первая книга на русском языке, обобщающая достижения полимерной науки того времени, также в ней были изложены основы оригинальной классификации высокомолекулярных соединений, получившей впоследствии широкое распространение.
«Равновесная поликонденсация» (1968 г.) и «Неравновесная поликонденсация» (1972 г.) — совместно с С. В. Виноградовой.
«Химическое строение и температурные характеристики полимеров» (1970 г.)
«Разнозвенность полимеров» (1977 г.)
«Термостойкие полимеры» (1969 г.)

## Почести, награды, премии
- Сталинская премия (1949)[2];
- Сталинская премия (1951)[2];
- Ленинская премия (1986)[13];
- Два ордена «Знак Почёта»[5];
- Орден Ленина[1];
- Орден Трудового Красного Знамени[5];
- Орден Красной Звезды[5];
- Орден Октябрьской Революции[5];
- Медаль «За доблестный труд в Великой Отечественной войне 1941—1945 гг»;
- Медаль Международной торгово-промышленной выставки в Лейпциге за достижения в области создания АСП пластиков;
- Звание «Почётный химик»;
- Нагрудный знак «Изобретатель СССР»;
- Медаль «Ветеран труда»

## Личные качества, увлечения
По воспоминаниям дочери, Ашихминой Г. В., Василий Владимирович по характеру был сдержанным, не делился своими трудностями, решения принимал сам. Ко всему проявлял живой интерес. Был заботливым и хозяйственным человеком.
Занимался фотографией; собрал обширную библиотеку.